# Candelaria (Atlántico)

Localização do município de Candelaria no departamento de Atlántico.

Candelaria é uma cidade e município colombiano do departamento de Atlántico.